# Rapey
Rapey település Franciaországban, Vosges megyében. Lakosainak száma 24 fő (2022. január 1.). Rapey Bouxurulles, Gugney-aux-Aulx, Jorxey, Ubexy és Varmonzey községekkel határos.

## Népesség
A település népessége az elmúlt években az alábbi módon változott:
| Lakosok száma | 21   | 23   | 23   | 23   | 23   | 23   | 24   | 24   |
|               | 2013 | 2015 | 2017 | 2018 | 2019 | 2020 | 2021 | 2022 |